# Колеко комбат!
Coleco Combat! (Combat!) је фирме Coleco који је почео да се производи у Сједињеним Америчким Државама током 1977. године.
Користио је AY-3-8700-1 од General Instruments микропроцесорску јединицу.

## Детаљни подаци
Детаљнији подаци о конзоли Combat! су дати у табели испод.
|                       |                                                     |
| [ 1 ]                 |                                                     |
| Произвођач            |                                                     |
| Тип                   | играчка конзола                                     |
| Меморија              |                                                     |
| Поријекло             | Сједињене Америчке Државе                           |
| Година                | 1977                                                |
| Тастатура             | 4 палице (2 управљача тенка) са тастерима за пуцање |
| Процесор              |                                                     |
| Фреквенција процесора |                                                     |
| RAM                   |                                                     |
| ROM                   |                                                     |
| Текст                 |                                                     |
| Графика               | TV излаз                                            |
| Боја                  | 3 (црно, бијело + пурпурна позадина)                |
| Звук                  | 2 уграђена (један за пуцање, други за звук мотора)  |
| Димензије             |                                                     |
| Портови               |                                                     |
| Оперативни систем     |                                                     |